# Chinchin
Chinchin là một đô thị thuộc tỉnh Tavush, Armenia. Dân số ước tính năm 2011 là 664 người.